# هوندا سي بي إف125
هوندا سي بي إف125(بالإنجليزية: Honda CBF125)‏ هي دراجة نارية من تصنيع هوندا.